# Unité urbaine de Saint-Germain-des-Fossés
L'unité urbaine de Saint-Germain-des-Fossés est une unité urbaine française qui fait partie du département de l'Allier et de la région Auvergne-Rhône-Alpes.

## Données globales
En 2020, selon l'Insee, l'unité urbaine de Saint-Germain-des-Fossés est composée de trois communes, toutes les trois situées dans le département de l'Allier, plus précisément dans l'arrondissement de Vichy.
En 2022, avec 4 853 habitants, elle représente la 7e unité urbaine du département de l'Allier, devancée par l'agglomération urbaine de Saint-Pourçain-sur-Sioule (6e rang départemental) et devant celle de Lapalisse (8e rang départemental).

## Composition 2020 de l'unité urbaine
L'unité urbaine de Saint-Germain-des-Fossés est composée de trois communes :
| Nom                                     | Code Insee | Département | Statut       | Superficie (km2) | Population (dernière pop. légale) | Densité (hab./km2) | Modifier                                    |
| --------------------------------------- | ---------- | ----------- | ------------ | ---------------- | --------------------------------- | ------------------ | ------------------------------------------- |
| Saint-Germain-des-Fossés (ville-centre) | 03236      | Allier      | ville-centre | 8,30             | 3 600 (2022)                      | 434                | modifier les données · modifier les données |
| Billy                                   | 03029      | Allier      | banlieue     | 10,22            | 823 (2022)                        | 81                 | modifier les données · modifier les données |
| Créchy                                  | 03091      | Allier      | banlieue     | 11,61            | 430 (2022)                        | 37                 | modifier les données · modifier les données |

## Évolution démographique
L'évolution démographique ci-dessous concerne l'unité urbaine selon le périmètre défini en 2020.
| 1968  | 1975  | 1982  | 1990  | 1999  | 2010  | 2015  | 2021  |
| ----- | ----- | ----- | ----- | ----- | ----- | ----- | ----- |
| 5 053 | 5 014 | 4 955 | 5 215 | 5 057 | 4 982 | 5 014 | 4 878 |

## Pour approfondir